# St. Nikolaus (Schluchsee)

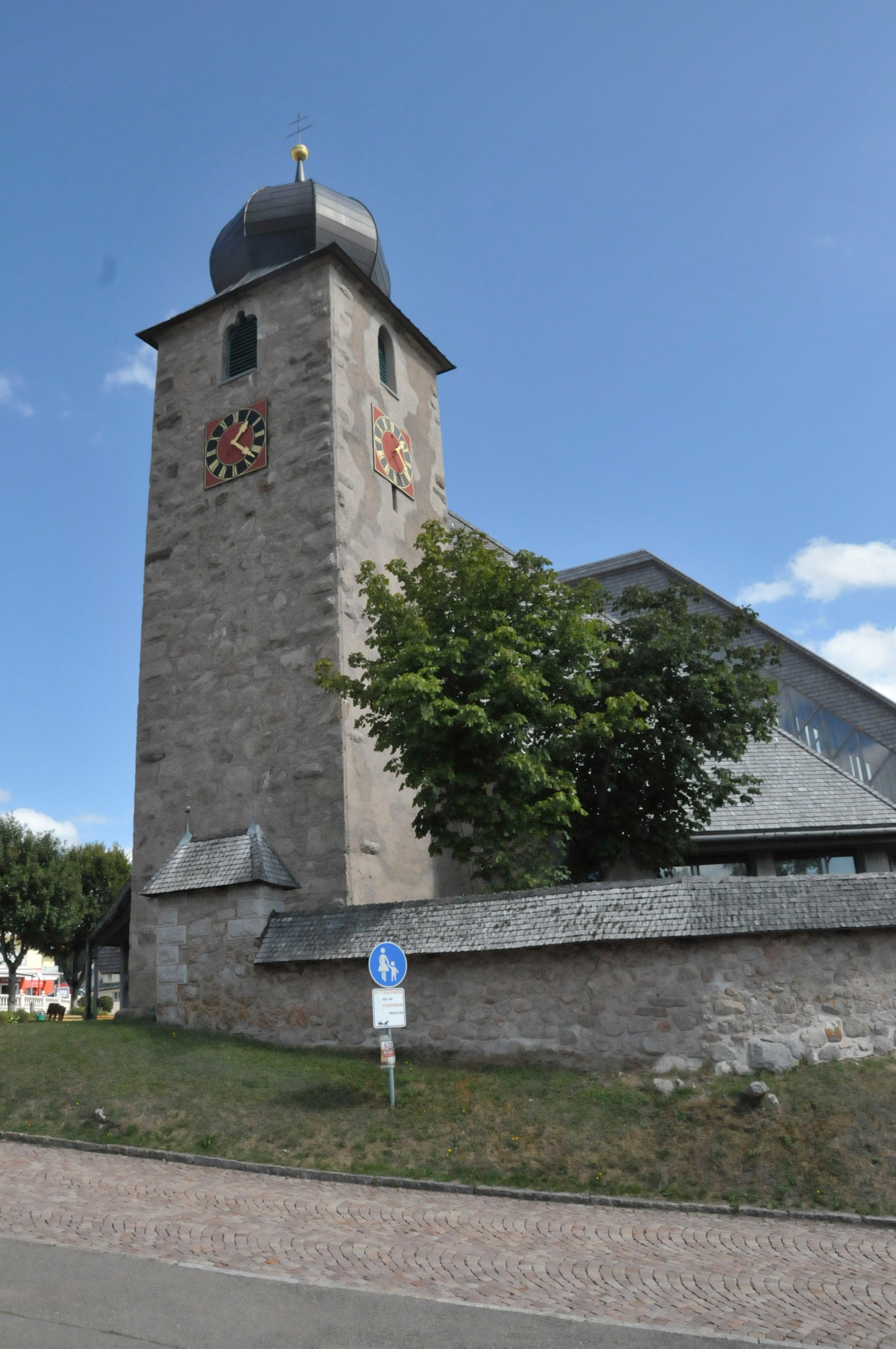
St.-Nikolauskirche

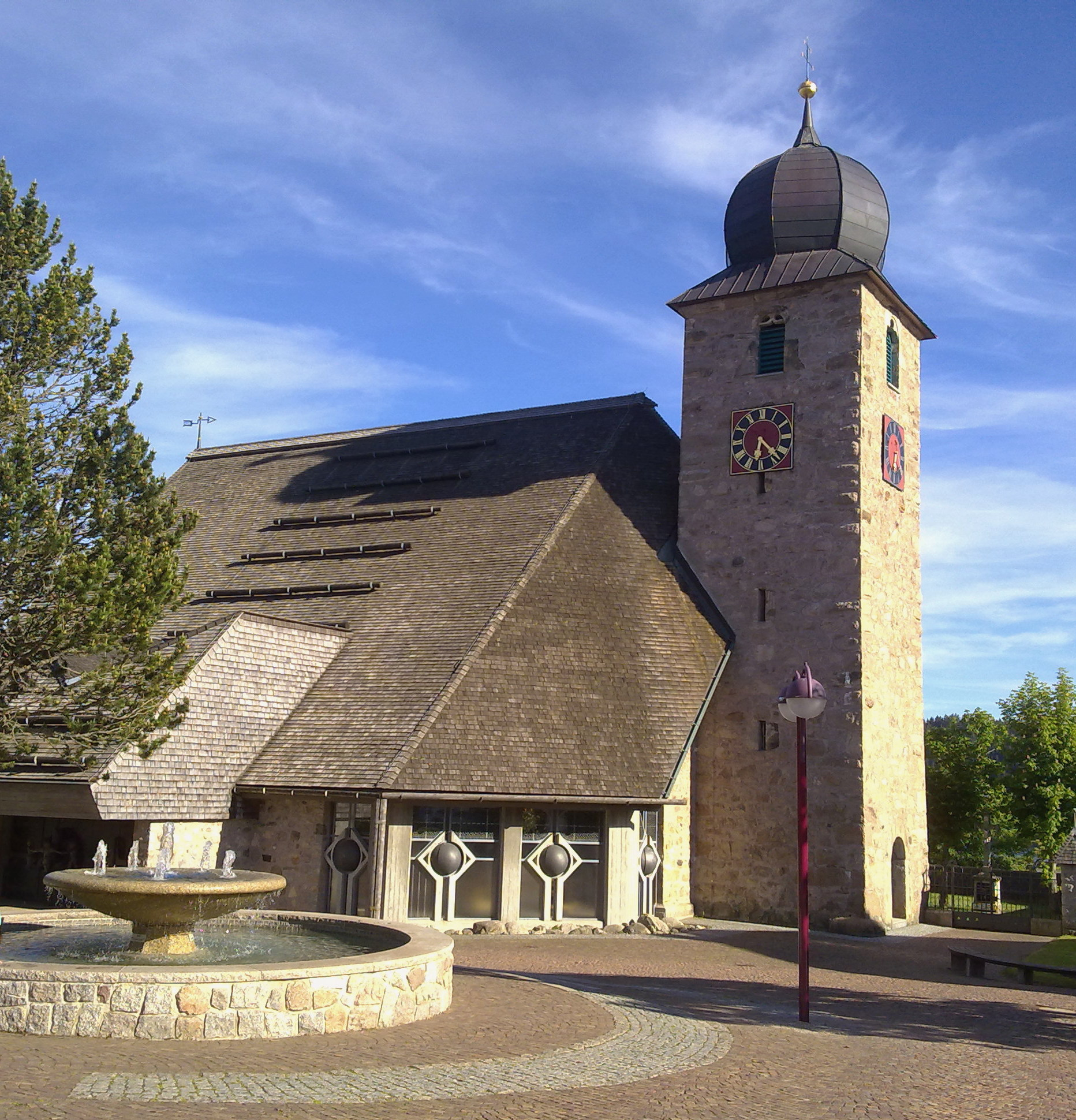
Blick auf die Kirche aus NW

Die Pfarrkirche St. Nikolaus ist die römisch-katholische Kirche der Gemeinde Schluchsee im südlichen Schwarzwald. Das Bauwerk aus den 1980er Jahren integriert einen Turm aus dem 13. Jahrhundert mit einem möglicherweise im 17. Jahrhundert ergänzten Zwiebeldach.

## Geschichte
Ein Bruderhof des Klosters St. Blasien war die Keimzelle der Pfarrei Schluchsee um das Jahr 1000. Eine urkundliche Erwähnung einer St.-Nikolaus-Kapelle erfolgte im Jahre 1095. Der denkmalgeschützte Turm aus dem Jahr 1275 stammt von einem größeren Kirchenbau.
Die jetzige Kirche wurde nach wiederholten Um- und Erweiterungsbauten und sodann vollzogenem Abriss der Vorgängerkirche in den Jahren 1979/80 errichtet, wobei der erwähnte Turm in das neue Gebäude integriert wurde. Die Einweihung erfolgte am 26. September 1982.

## Beschreibung

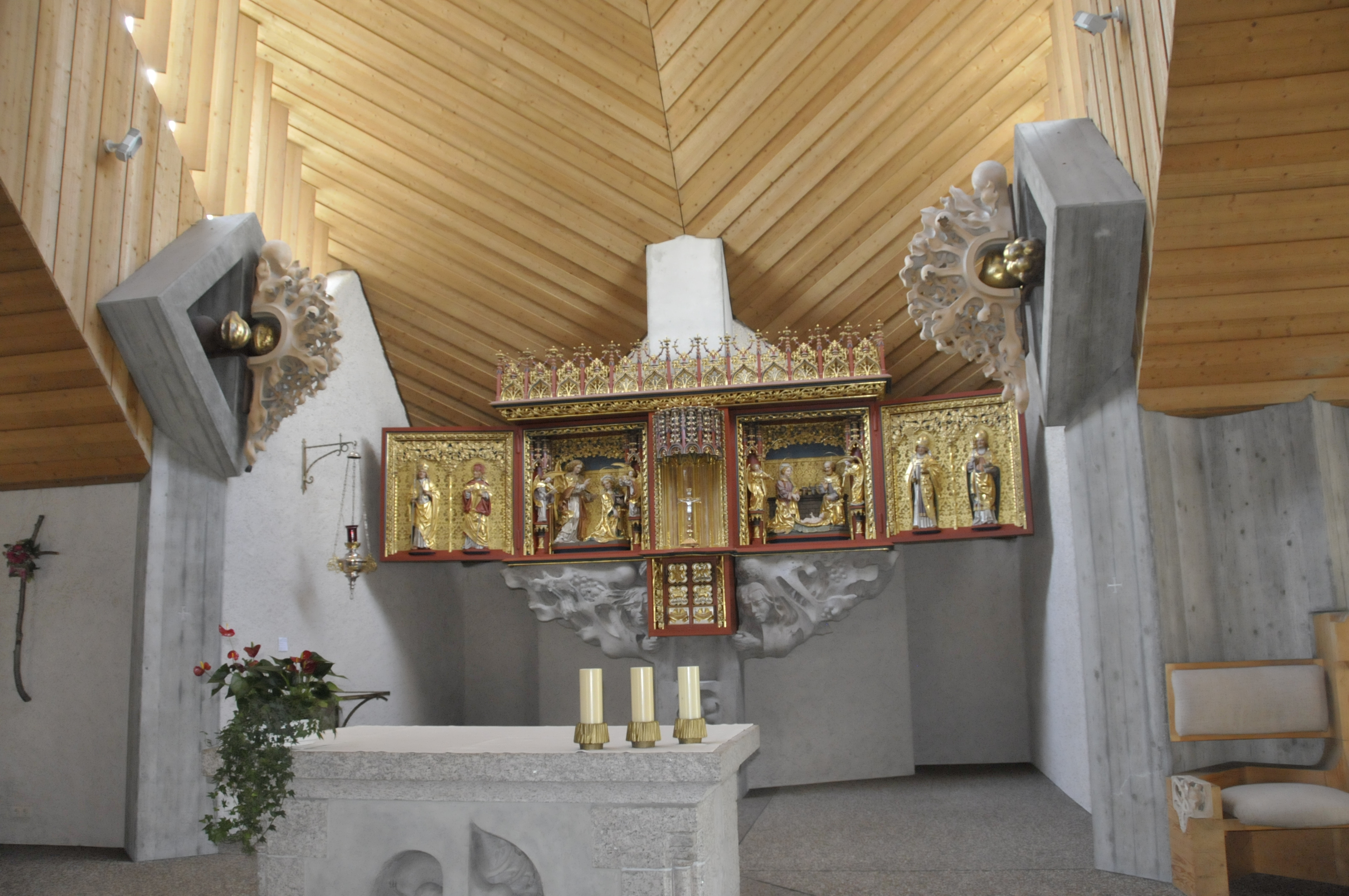
Blick zum Altar

Die Nikolauskirche hat einen heptagonalen Grundriss. Das Dach ist zeltförmig und überspannt vier Gestühlsblöcke, zwischen denen drei Durchgänge zum Altar führen. Vom Altar der alten Kirche wurden die Eckteile und die Platte des Altartisches übernommen, während die Seitenelemente neu gestaltet wurden. An den beiden Wänden rechts und links im Altarraum sind zwei stilisierte Lebensbäume aus Beton angebracht mit Zweigen und Blättern aus Lindenholz geschnitzt und jeweils sechs Früchten aus goldfarbenem Metall.
Ebenfalls aus der alten Kirche wurde der beeindruckende dreiflügelige Altar aus dem Jahre 1896 übernommen. Das linke Mittelteil zeigt die Verkündigung des Engels Gabriel an Maria zwischen zwei Violine spielenden Engeln. Das rechte Mittelteil beinhaltet die Figuren des gerade geborenen Jesuskindes zwischen Maria und Josef und Flöte spielenden Engeln. Das Zentrum bildet ein Kruzifix mit dem Gekreuzigten.
Der linke Seitenflügel trägt Reliefs der Hl. Blasius und Hl. Benedikt, der rechte zeigt die Reliefs des Hl. Konrad und des Hl. Nikolaus. Alle Heilige haben einen Bezug zu Schluchsee: Blasius ist der Schutzpatron von St. Blasien, Nikolaus der von Schluchsee, Benedikt gründete die Benediktinerabtei und Konrad ist der Konstanzer Diözesanpatron.
Die auffälligen rostigen Eisenkugeln an den Fenstern bilden den Kreuzweg der Kirche. Die einzelnen Stationen stehen in den Kugeln, deren Kugelschalen sich von Station zu Station mehr schließen. Die vierzehnte Station (Grablegung Jesu) ist nur noch durch einen schmalen Schlitz zu sehen. Ungewöhnlich ist eine weitere anstelle der sonst üblichen 14 Stationen. Das vergoldete Innere der 15. Station, von der nur noch zerfetzte Kugelschalen zu sehen sind, versinnbildlicht die Auferstehung Jesu.
Der Taufstein der Kirche steht in der Nähe.

## Orgel

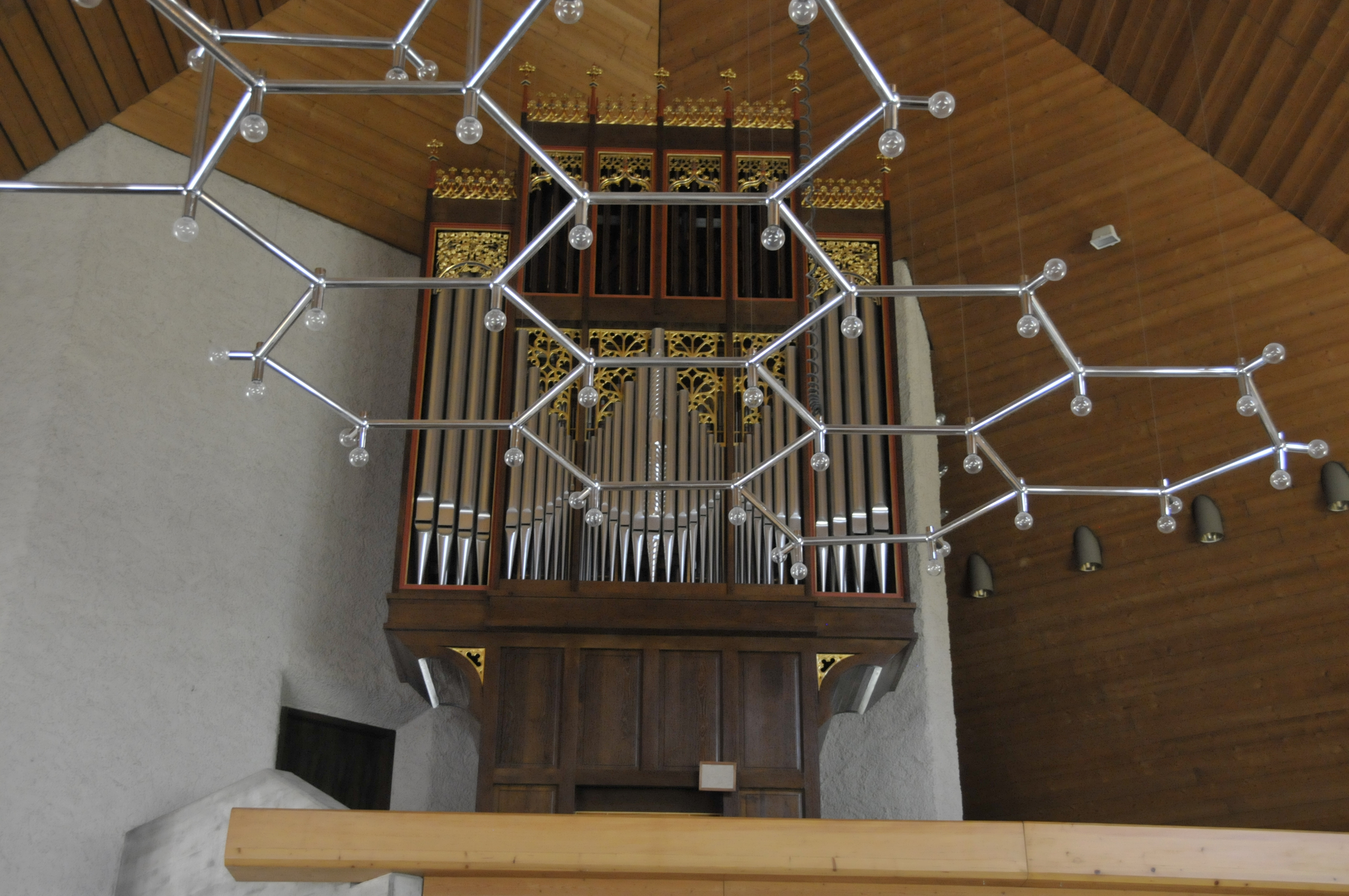
Blick zur Orgel

1983 erbaute die Firma Mönch & Prachtel aus Überlingen die Orgel auf der linken Seitenempore. Auch hier sind Teile der Orgel aus der alten Kirche übernommen. Es ist das goldverzierte Schnitzwerk am Orgelprospekt. Das Instrument hat 30 Register auf zwei Manualwerken und Pedal.
| I Hauptwerk C–g3 |            |       |
| 1.               | Bourdon    | 16′   |
| 2.               | Principal  | 8′    |
| 3.               | Gamba      | 8′    |
| 4.               | Rohrflöte  | 8′    |
| 5.               | Octav      | 4′    |
| 6.               | Blockflöte | 4′    |
| 7.               | Quinte     | 2 ⁄3′ |
| 8.               | Superoctav | 2′    |
| 9.               | Sifflet    | 1′    |
| 10.              | Mixtur IV  | 1 ⁄3′ |
| 11.              | Cornet V   | 8′    |
| 12.              | Trompete   | 8′    |
|                  | Tremulant  |       |

| II Schwellwerk C–g3 |             |        |
| 13.                 | Bourdon     | 8′     |
| 14.                 | Salicional  | 8′     |
| 15.                 | Schwebung   | 8′     |
| 16.                 | Principal   | 4′     |
| 17.                 | Koppelflöte | 4′     |
| 18.                 | Nasard      | 2 ⁄3′  |
| 19.                 | Flageolet   | 2′     |
| 20.                 | Terz        | 1 3⁄5′ |
| 21.                 | Larigot     | 1 ⁄3′  |
| 22.                 | Cymbel IV   | 1′     |
| 23.                 | Cromorne    | 8′     |
|                     | Tremulant   |        |

| Pedalwerk C–f1 |               |       |
| 24.            | Subbaß        | 16′   |
| 25.            | Octavbaß      | 8′    |
| 26.            | Gedacktbaß    | 8′    |
| 27.            | Choralbaß     | 4′    |
| 28.            | Hintersatz IV | 2 ⁄3′ |
| 29.            | Bombarde      | 16′   |
| 30.            | Trompete      | 8′    |

- Koppeln: II/I, I/P, II/P

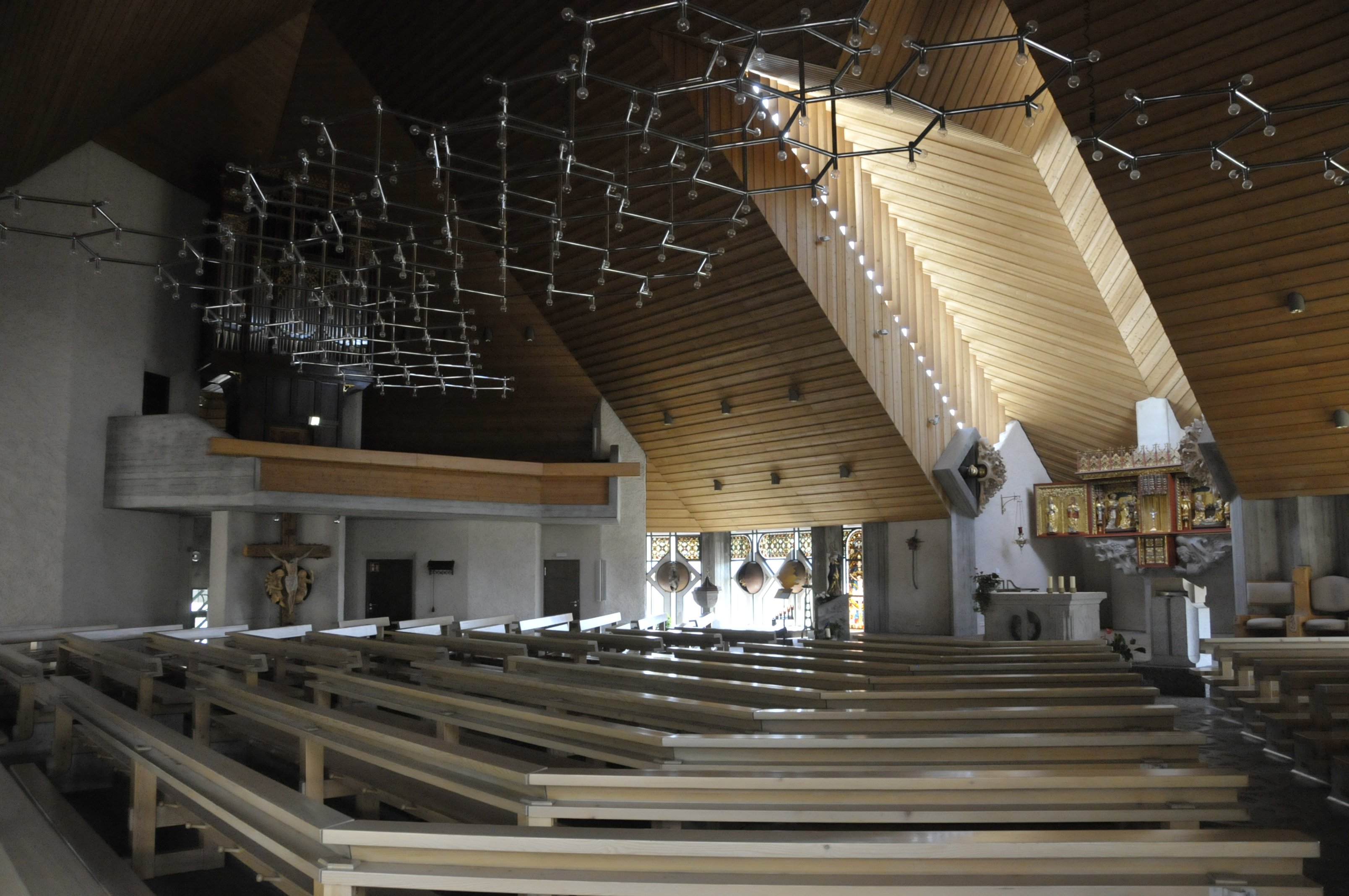
Blick zur Empore
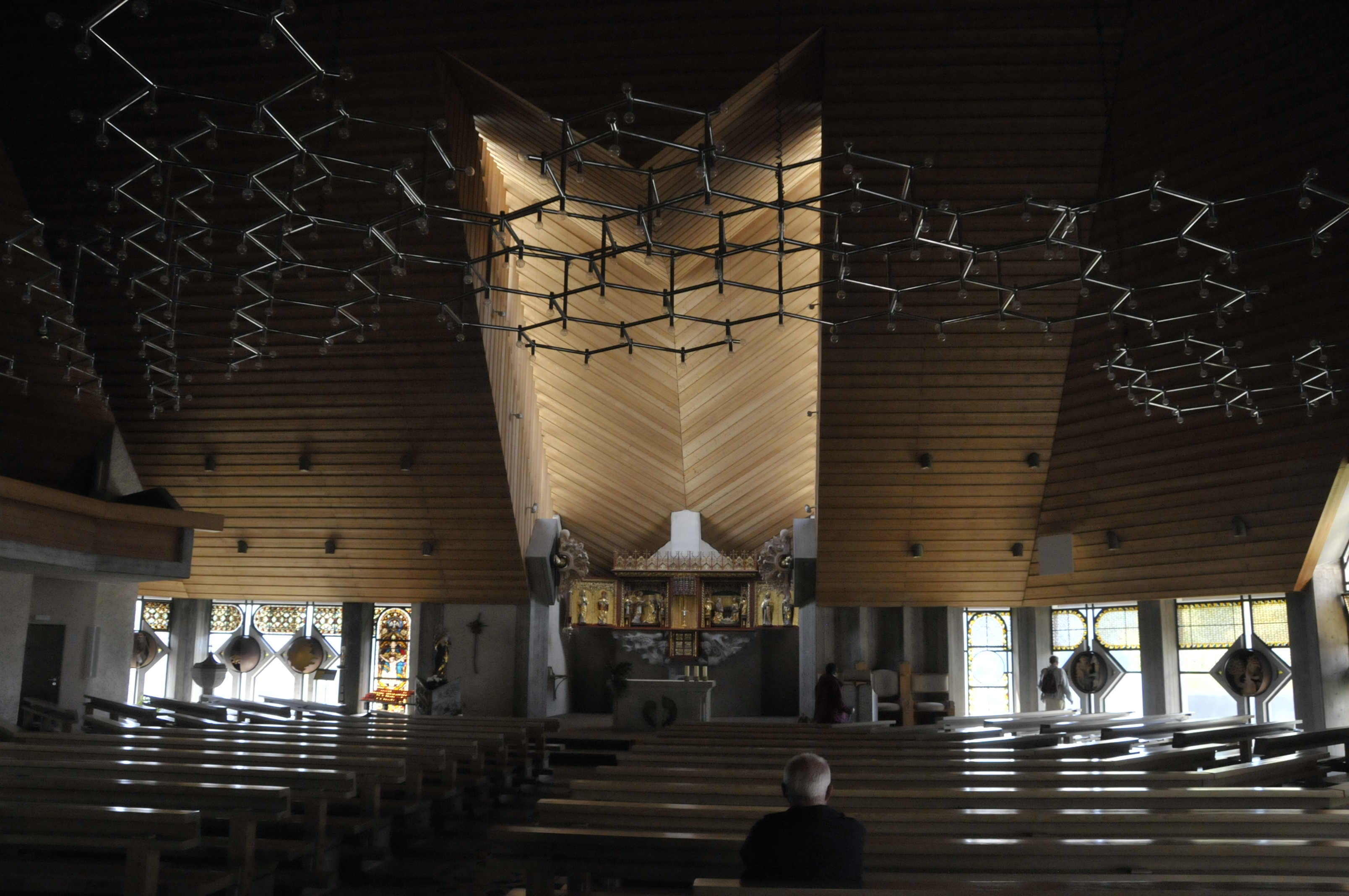
Blick zum Altar

## Glocken
In dem, aus dem 13. Jahrhundert stammenden Kirchturm hängt ein dreistimmige historisches Glockengeläut, in einem ebenso historischen Glockenstuhl. Die Disposition entspricht keinem der gängigen dreistimmigen Läutemotiven. In den Uhrschlag der Turmuhr (drei Zifferblätter unterhalb des Glockenstuhls) sind alle drei Glocken durch den Viertelstunden- (Glocken 2 und 3) und den Stundenschlag (Glocke 1) eingebunden.
| Glocke | Gießer           | Gussjahr | Material | Masse      | Durchmesser | Schlagton |
| ------ | ---------------- | -------- | -------- | ---------- | ----------- | --------- |
| 1      | B./M. Grieninger | 1787     | Bronze   | ca. 600 kg | 1020 mm     | as′−1     |
| 2      | Christof Reble   | 1614     | Bronze   | ca. 280 kg | 0785 mm     | c″±0      |
| 3      | Peter Füssli     | 1626     | Bronze   | ca. 270 kg | 0775 mm     | d″-6      |